# Roland-ének

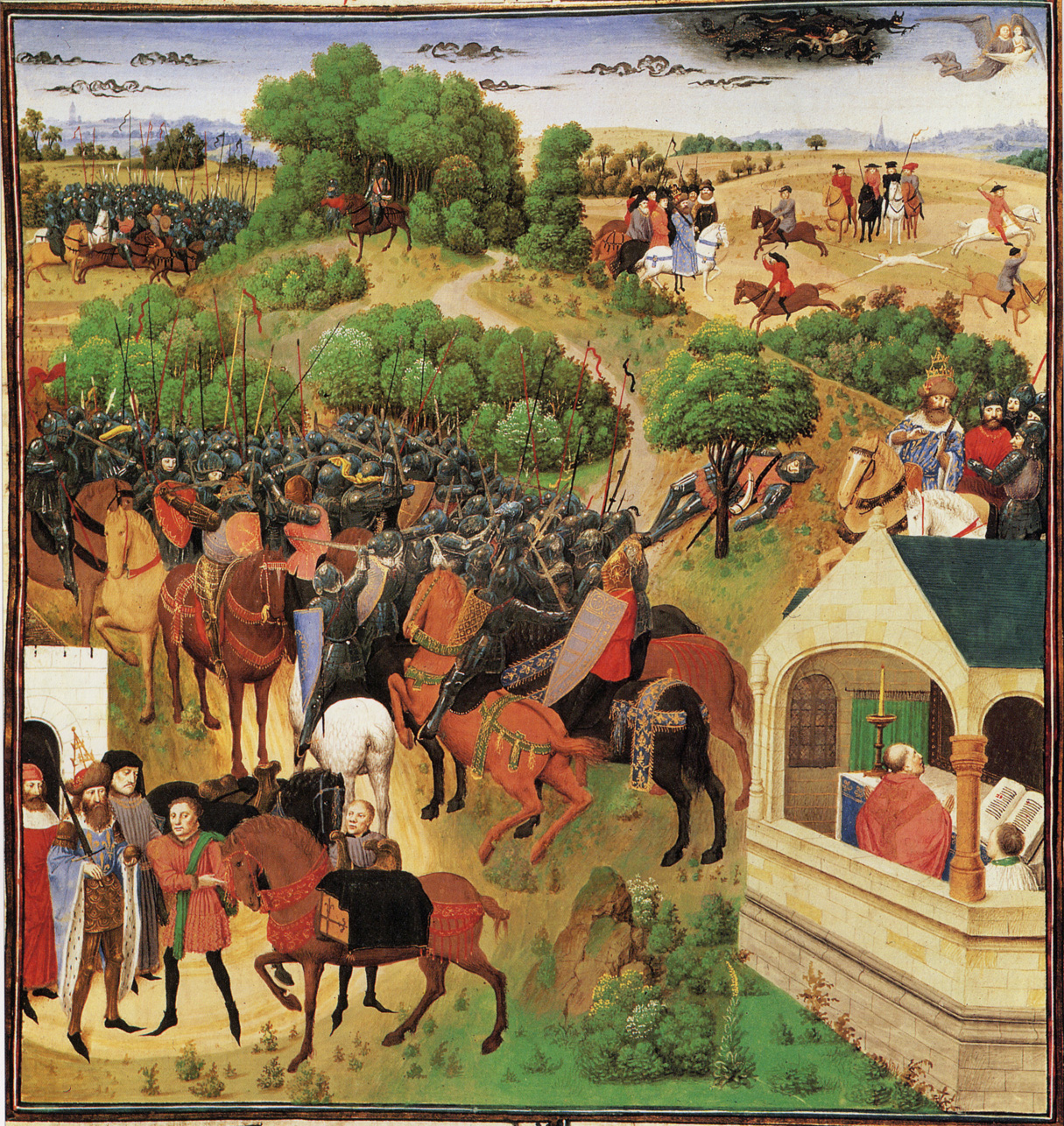
A Roland-ének egyik illusztrációja

A Roland-ének vagy régiesen Roland-dal (franciául: La Chanson de Roland) a franciák legfőbb nemzeti eposza.  A középkori lovagi epika kiemelkedő darabja.
A valós történelmi eseményeken alapuló, de az utókor emlékezetében erősen módosult történet a kereszténység és az iszlám vallás küzdelmét jeleníti meg irodalmi formában. Roland mártírhalála a keresztény lovageszmény egyetemesült példájává vált (Krisztus katonája-motívum).
A Nagy Károly korában élt Roland lovagról szóló monda alapján több népies költemény keletkezett a középkor során. A hastingsi csata (1066) előtt zengett ilyen dalt Taillefer Hódító Vilmos serege előtt. Hasonló dalok tették alapját az 1130 körül keletkezett Turpin-féle úgynevezett Krónikának és a Carmen de proditione Guenonis című költeménynek, de ugyanezen dalok alapján írta meg egy énekes a Chanson de Roland vagy De Roncevaux című francia nemzeti hőskölteményt. Az asszonáncokban írt művet a 12. és a 13. században többször átdolgozták. Tulajdonképpen ezt nevezik Roland-éneknek.
A Roland-éneknek több változata is van. Napjainkban az 1832-ben, egy oxfordi könyvtárban fölfedezett változatot tekintik a téma legtökéletesebb kifejtésének. (Általában ez, az ófrancia nyelven írott mű a külföldi fordítások alapja.) Az irodalomtudományban többséginek tekinthető az az álláspont, hogy ez a verzió úgy jött létre, hogy az évszázadok során szájhagyomány útján terjedő hősi éneket egy bizonyos Turoldus nevű, normann származású, klasszikus műveltségű pap formába öntötte és lejegyezte. Az írásba foglalás egyúttal a szöveg kanonizálásához is vezetett.
A mű 4002 sor terjedelmű.
A Roland-éneket (akárcsak a többi vitézi éneket) nem olvasásra szánták. Hivatásos énekesek – ún. jongleurök – lantkísérettel adták elő a királyi, nemesúri udvarokban, várakban, illetve a híres búcsújáró helyeken. Céljuk a hallgatóság szórakoztatása volt.
A hősköltemény máig tartó hatásának titka az, hogy az emberfeletti hősiesség lenyűgöző példái mellett képes megszólaltatni a legmélyebb emberi érzéseket is.  (Hit, a hűség és barátság, az elesett bajtárs halála miatt érzett fájdalom.) Azonosulni tudunk Roland figurájával, még akkor is, hogy úgy érezzük, végzetes hibát követett el túlzott büszkeségével. Elvégre, ha a csatában barátja, Olivér legelső kérésére megfújja a nála lévő csodakürtöt segítségért, akkor nem válik a ronszeváli szoros hatalmas vérfürdő helyszínévé.

## Cselekménye
A Roland-ének történelmi magva Nagy Károly frank uralkodónak 778-ban a szaracénok (azaz az arabok) ellen folytatott harca – ám az eseményeket nem a történelmi hűségnek megfelelően, hanem regényesítve örökíti meg, s természetesen a keresztények és a pogányok összeütközését keresztény nézőszögből mutatja be.
A mű át van itatva keresztény szellemiséggel (Isten angyalokat küld segítségül, amikor a keresztény hadak a pogányokkal küzdenek), valamint az éppen kibontakozóba lévő lovagi erkölcs magasztos eszméivel. (Feltétlen húség az Istenhez és a királyhoz, a női nemnek az eszményítésig menő tisztelete).

### Első rész
A mű kezdetén a már hét esztendeje Spanyolországban csatázó, s az ország egészét Zaragoza kivételével elfoglaló Nagy Károlynak, Zaragoza királya, Marsile békeajánlatot tesz. Nagy Károly tanácsadói megosztottak a béke kérdésében. A többség a harc folytatása mellett foglal állást, de Ganelon, Roland mostohaapja meggyőzi Nagy Károlyt, hogy fogadja el a fölkínált békét.
Alig vonulnak el a francia főseregek, az általuk korábban birtokolt területeket megszállják a szaracénok, Marsile király katonái. Ganelon, akik gyűlöli a mostohafiát, azt javasolja a frank előkelők haditanácsában, hogy Roland a maga harcosaival hátulról biztosítsa a fősereget az ellenség támadásai ellen, majd elárulja a szaracénoknak, hogy Rolandék hol tartózkodnak, abban a reményben, hogy ezzel megszabadul az ifjú lovagtól.
Ilyen előzmények (Ganelon árulása) után a szaracénok rajtaütnek Rolandékon és véres mészárlást rendeznek. Olivier, Roland barátja és harcostársa arra kéri Rolandot, hogy fújja meg a kürtöt azért, hogy Nagy Károly visszaforduljon a fősereggel és a segítségükre siessen. Roland azonban, a lovageszmény szellemében, semmiképpen sem akar gyávának mutatkozni, és nem fújja meg a kürtöt.
A magára maradt utóvéd a szaracénok áldozatául esik. Nagy Károly tizenkét palotagrófját lekaszabolják. Már csak egyedül Roland van életben a sereg vezetői közül.
Amikor már teljesen felmorzsolódnak a frank erők, Roland mégiscsak megfújja a kürtöt. Kibuggyan a vér a torkán.
Szimbolikus jelentőségű, hogy Roland nem a szaracénok kezétől pusztul el, hanem a halántéka reped meg, amikor a kürtöt megfújva Nagy Károlynak jelt ad. A király meghallja a kürtszót, de Ganelon tovább folytatja ármánykodását, s azt állítja, nem kell figyelni a kürtszóra. Az nem vészjel. Roland csak kedvtelésből játszik a kürtön.
Roland utolsó erejével is tovább fújja a kürtöt. A király most már nem hallgat az álnok Ganelonra. Visszafordul, ám már késő. A frankok mind odavesztek. Olivier-t, Roland barátját is ledöfik. Maga Roland is haldoklik. Mielőtt meghalna, igaz lovag módjára példát mutat. Megvallja bűneit és a Mindenhatóhoz könyörög. Megbékélten búcsúzik a földi siralomvölgytől. Személyének és hősi helytállásának jelentőségét mutatja, hogy Roland lelkét Gábriel és Mihály arkangyalok viszik a mennybe. 

### Második rész
A Roland-ének második része Nagy Károly rettentő bosszújáról szól.
Amint a frank király megérkezik a csatatérre, és látja, hogy hű emberei – köztük Roland és Olivier – mind egy szálig elestek, arra kéri a Mindenhatót, hogy büntesse meg a pogány szaracénokat, segítsen neki, hogy bosszút állhasson. A bosszú nem késik soká. A frankok öldöklésbe kezdenek.
Ekkor Marsile, a szaracénok királya a hozzá hasonlóan muzulmán vallású babiloni főemír segítségéért könyörög, aki sereget ad neki. Marsile a sereget Zaragozában vonja össze, s Nagy Károly is Zaragoza ellen indul újraszervezett, felduzzasztott hadseregével. A hadiszerencse Nagy Károlynak kedvez. Végre beveszi Zaragozát! Amikor a város meghódol előtte, egy ezerfős helyőrséget hátrahagyva visszatér hazájába, Frankföldre.
Miután Nagy Károly a külső ellenséggel, a pogány szaracénokkal leszámolt, a belső ellenség: az áruló Ganelon ellen fordul. Palotájában törvényszéket tart, ahol Ganelon kivégzése mellett döntenek. Roland álnok mostohaapja szörnyű módon leli halálát. Odakötözik négy lóhoz, majd a lovakat megugrasztják...
Még egy halál történik a Roland-ének végén. Aude, Roland menyasszonya tűnik fel a palotában, hogy szerelme felől érdeklődjék. Amikor a királytól megtudja, hogy Roland meghalt a csatatéren, Aude holtan rogy össze.
A történet végén Nagy Károly nyugovóra szándékozik térni, ámde megjelenik neki Gábriel arkangyal és Isten nevében újra csatába hívja.

## Roland halála (Illyés Gyula fordításában)

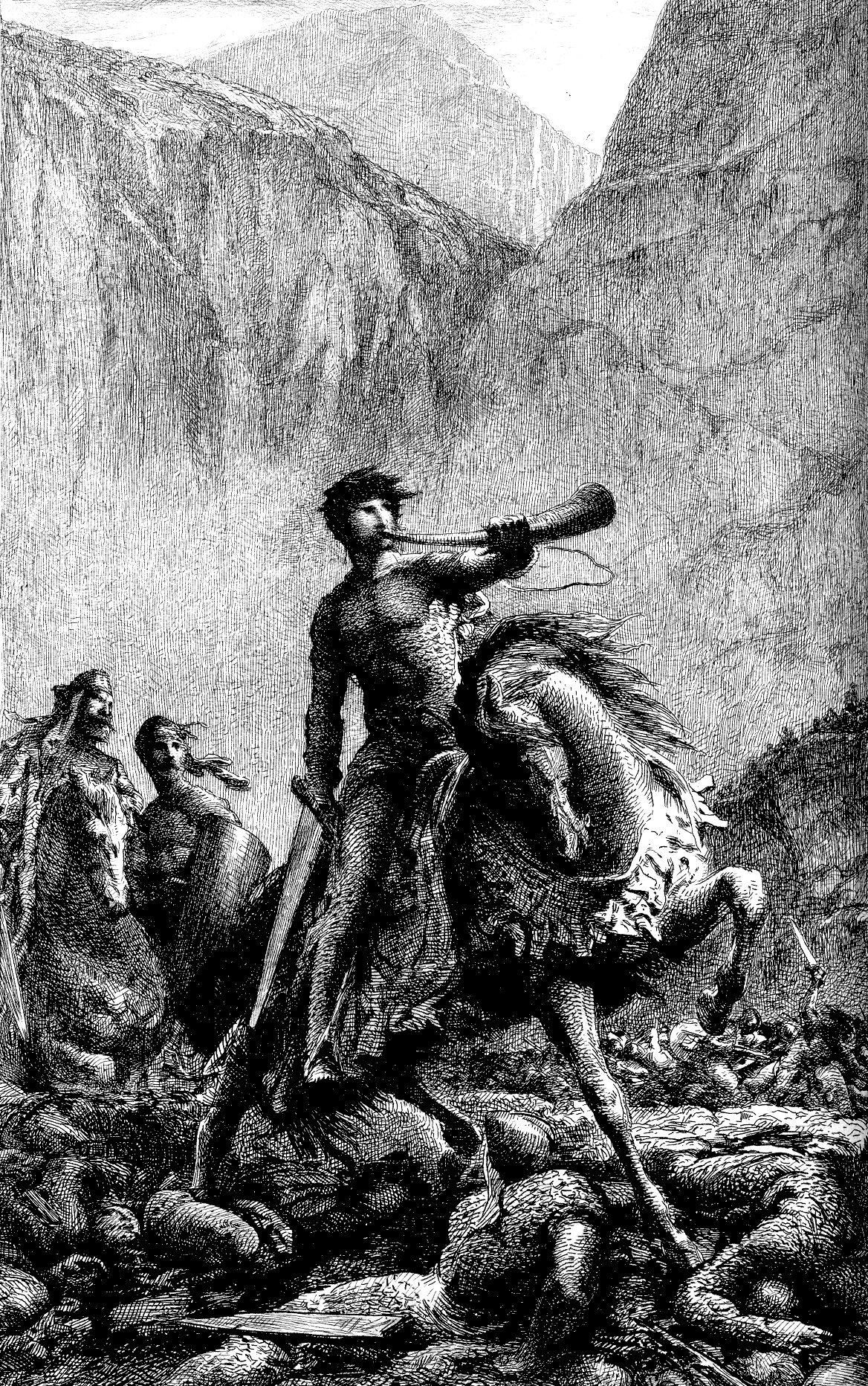
A Roland-ének egyik csatajelenete

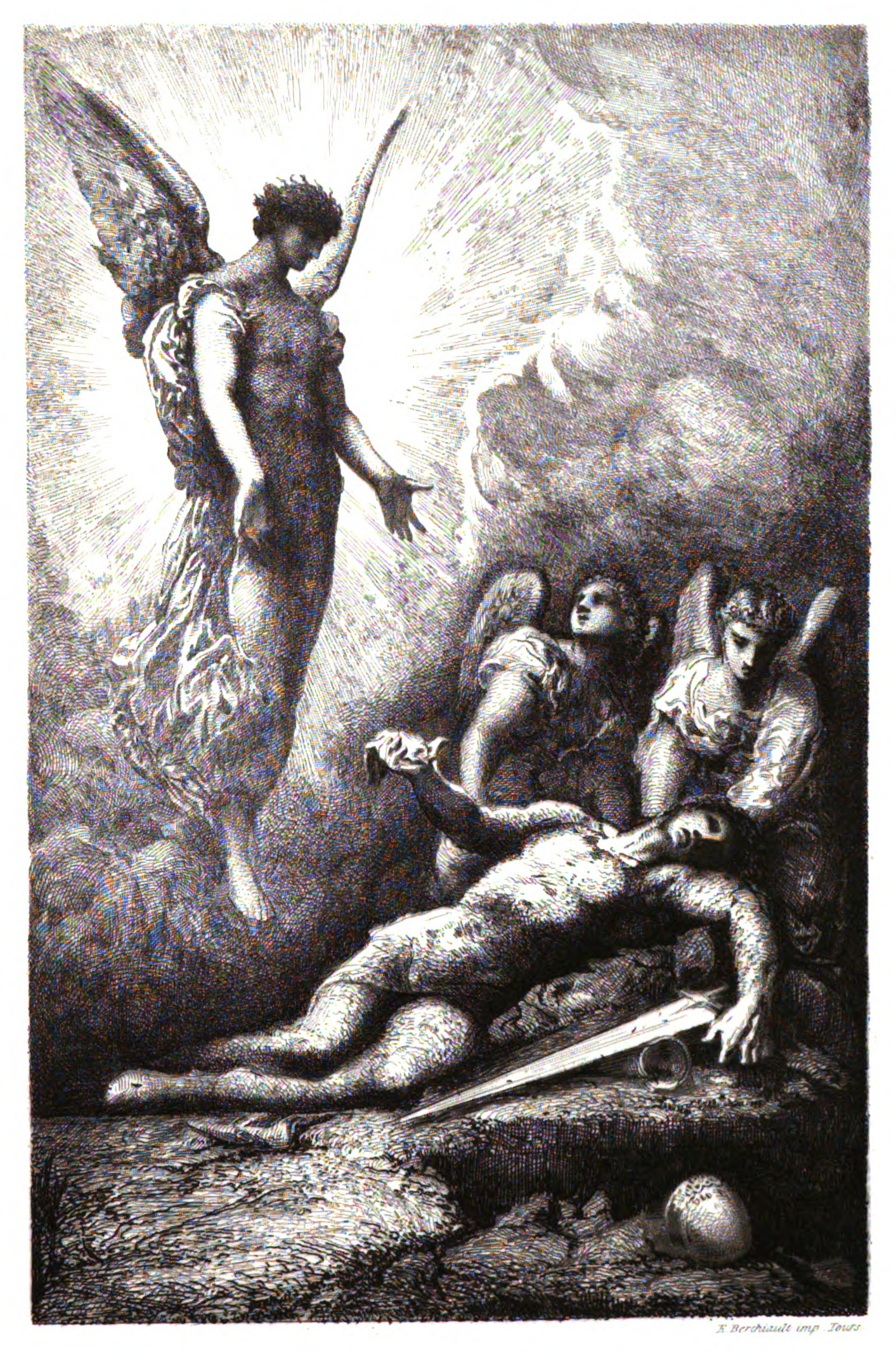
Roland halála - a haláltusáját vívó hőshöz Isten elküldi Szent Mihály arkangyalt

Érzi Roland, hogy halál vívja már,
fejéből szíve belsejébe száll.
Szaladva megy, hol fenyő árnya vár,
lefekszik, ahol zöldell a fűszál,
kardot és kürtöt két karjába zár,
feje büszkén Spanyolföld felé áll,
azért, hogy Károly majd, a nagy király,
meg mind a tábor, amely vele jár,
mondja: hódítóként érte halál.
Veri mellét, bűnért ne érje kár,
hódoló kesztyűt Istennek kínál.
Érzi Roland, hogy ideje betel,
Spanyolhont nézve csúcs hegyén hever,
egyik kezével ő mellére ver:
„Uram, sok nagy s kis bűnömért, mivel
megbántásodat akkor kezdtem el,
hogy megszülettem s mostan végzem el,
halálom percén, kérlek, könyörülj!”
Jobb kesztyűjét Istennek nyújtja fel:
angyalhad égből hozzá leröpül.
Arcával spanyol föld felé hanyatt
fekszik Roland gróf fenyőfa alatt,
fölidéz különb-különb dolgokat,
sok meghódította országokat,
frank földet, nyelvén szóló társakat,
nevelő urát, nagy Károly királyt,
s kik őt szerették, sok hű franciát.
Nem küzdheti le könnyét, sóhaját:
bánja bűnét, kéri egek Urát:
„Atyám, ki nem szólsz hazugságokat,
ki felserkentéd Lázár hűlt porát
és Dánielt is megoltalmazád,
védj engem is, űzd bűneim sokát,
veszélyben köztük lelkemet ne hadd!”
Nyújtja kesztyűjét, hódolást mutat,
kezéből szent Gábor átveszi azt.
Roland karjára ejti homlokát,
kezét kulcsolja, lelket elbocsát.
Küldi Isten hozzá arkangyalát
s a tengervésztől védő Szent Mihályt,
Szent Gábor is égből velük leszállt,
viszik gróf lelkét földről mennybe át.

## Hatása
A Roland-ének irodalmi kvalitásai: méltóságot sugárzó sorai, képei, jól kidolgozott, ma is élőnek ható karakterei okán megtermékenyítően hatott a német, a spanyol, az angol, sőt a szerb népköltészetre is.
francia eposz alapján írta meg a német Konrád pap 1131–1133 között a Roulandes liet című költeményét, amit egy alsó-rajnai költő dolgozott át a 12. század végén, a 13. század első felében pedig az osztrák Der Stricker. Francia forráson alapul a 16. századból származó töredékes angol költemény, az izlandi Karlamagnús saga, és több 16. századi kisebb töredék. A 14. századi Sostegno di Zanobi firenzei költő La spagna című olasz nyelvű feldolgozása nem közvetlenül francia forrásból származik, hanem olasz költemények alapján van lett megírva.
A Rolandról szóló spanyol románcok francia forrásokra vezetnek vissza, amelyek azonban régebbiek – legalábbis 13. századiak –, mint a legrégibb francia költemények. Ezeket a régi feldolgozásokat háttérbe szorították a monda ősalakjától eltérő olasz hősköltemények: Morgante maggiore Luigi Pulcitól, Boiardónak Orlando inamorato-ja, illetve a híres Ariosto-féle Orlando furioso (Őrjöngő Lóránt).
Magyar szempontból érdekes momentum, hogy Zrínyi Miklós is merített a Roland-énekből. A Szigeti veszedelem című eposzát ő is úgy zárja, hogy a dédapja: Zrínyi Miklós bán és a szigeti védők lelkeit egy angyali légió viszi fel a mennybe, tehát mindkét eposzban megjelenik a megdicsőülés, az apoteózis motívuma.

## Filmváltozat
Frank Cassenti filmet rendezett a Roland-énekből, melynek főszereplői Klaus Kinski, Alain Cuny és Dominique Sanda voltak.

## Magyarul
- Turoldus: A Róland-ének; ford. Varga Bálint; Egyetemi Ny., Budapest, 1933
- Gábor Andor: Mirèio – Roland ének és kisebb műfordítások, 1-2.; sajtó alá rend., bev., jegyz. Diószegi András; Szépirodalmi, Budapest, 1957 (Gábor Andor összegyűjtött művei)
- Roland-ének. Ófrancia históriás ének egy oxfordi kéziratból; ford. Rajnavölgyi Géza; Eötvös, Budapest, 1996 (Eötvös klasszikusok)
- Francia antológiája számára a műből Illyés Gyula is lefordított egyes részeket; ezek között volt a minden francia középiskolai tankönyvben idézett rész: Roland halála.[1]